# Loni Logori
Loni Logori (ur. 1871, zm. 1929 w Durrës) – albańsko-egipski przedsiębiorca, tłumacz, poeta i piosenkarz, działacz Narodowego Odrodzenia Albanii.

## Życiorys
W wieku 13 lat wyjechał do Egiptu, gdzie kształcił się we francuskich szkołach.
W 1901 roku Loni Logori, wraz ze swoim siostrzeńcem, Milem Duçim, pracował nad projektami ułatwienia prowadzenia brytyjskich interesów handlowych. Jednym z najważniejszych projektów Logoriego była znaczna rozbudowa sieci kanałów w dystrykcie Al-Minah, leżący dzisiaj w Jemenie.
Utrzymywał kontakty z albańskimi emigrantami w Bukareszcie, Stambule, w Brukseli i we Włoszech.
W 1929 roku wrócił do Albanii, gdzie zamieszkał w mieście Durrës, jednak w tym samym roku zmarł.
Był autorem kilku wierszy patriotycznych, jak na przykład Papa Kristo na e vranë, Spiro Kosturit i Një sulm për Shqipërinë. Był też autorem kilku piosenek, między innymi Drenovarja, Vemi o vemi i Celu çelu.